# Dub (dessinateur)
Pour les articles homonymes, voir Dub (homonymie).
Dub, de son vrai nom Sébastien Duberger, est un dessinateur de bande dessinée et de comics canadien.

## Œuvre

### Albums
- Les Contes du Korrigan, Soleil Productions, collection Soleil Celtic

8. Livre huitième : Les Noces féeriques, scénario de Jean-Luc Istin, Ronan et Erwan Le Breton, dessins de Christophe Babonneau, Stéphane Bileau, Dub et François Gomès, 2006  (ISBN 2-84946-604-2)
- Judgement Pawns, scénario d'Éric Allard, dessins de Dub et Éric Allard, Antartic press

2. Life is a game we play II, 1997
3. Life is a game we play III, 1997
- Québec. Un détroit dans le fleuve, scénario d'Émile Bravo, Jean-Louis Tripp, Phlppgrrd et Pascal Girard, dessins d'Étienne Davodeau, Emmanuel Moynot,  Jimmy Beaulieu et Dub, Casterman, 2008  (ISBN 978-2-203-01448-0)